# Otto Joachim Moritz von Wedel
Otto Joachim Moritz von Wedel (geb. 1752; gest. 2. April 1794 in Weimar) war sachsen-weimarischer Oberforstmeister.

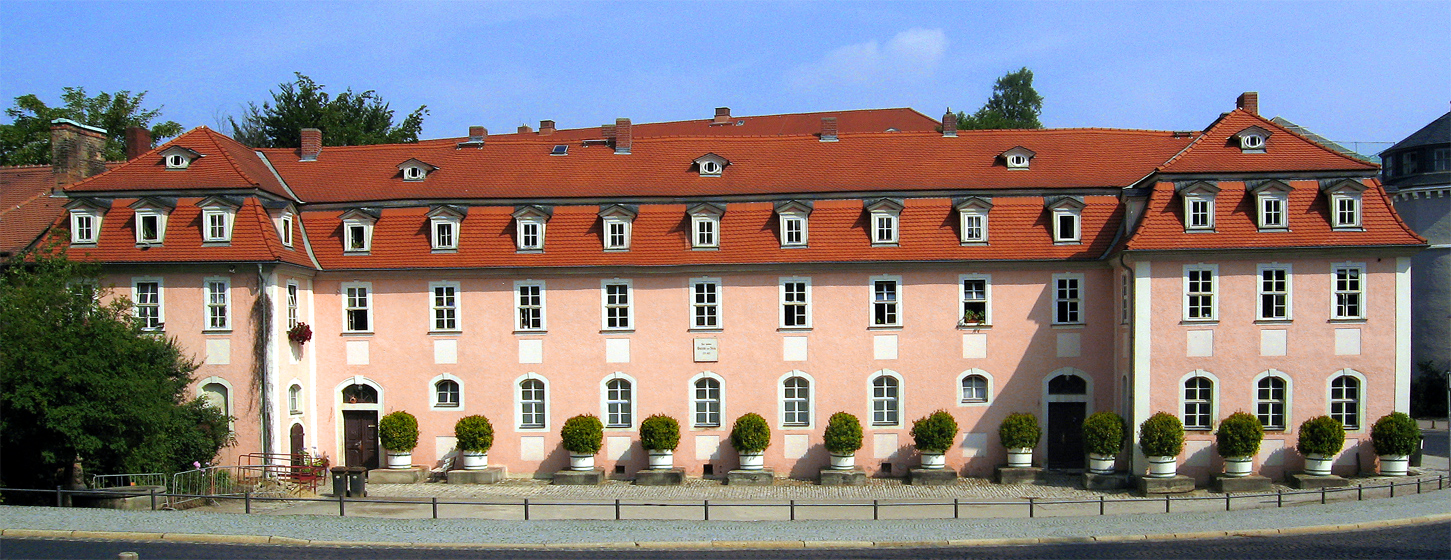
Das Haus der Frau von Stein und zugleich von Otto Joachim Moritz von Wedel und seiner Familie, Ackerwand 25–27 in Weimar

## Biographie
Otto Joachim Moritz von Wedel war einer von fünf Söhnen des 1755 in Neustadt an der Orla verstorbenen kursächsischen Oberstleutnants und polnischen Capitains Johann Friedrich von Wedel und der Johanna Friederike Charlotte von Wedel. Seine Mutter war eine Tochter von Christoph von Felgenhauer, Besitzer von Mahlis und Bennewitz in Nordsachsen. Wedel war ein Cousin zweiten Grades des Generals Konrad Heinrich von Wedel. Ihr gemeinsamer Urgroßvater Joachim Ernst von Wedel († 1693) gehörte zum Familienzweig Neuwedell-Tütz und besaß Güter im späteren Westpreußen.
Seiner stattlichen Gestalt wegen wurde er der „schöne Wedel“ genannt. Das machte selbst um den Briefwechsel der Herzogin Anna Amalia keinen Bogen, ja die Herzogin nannte ihn ja selbst so. Er galt als stattlicher und rechtschaffener Beamter, der, wenn auch mit wenig eigenen Geistesgaben begünstigt, durch seinen Witz den Kreis um Carl August einschließlich Goethe für sich einzunehmen wusste. Noch unter der Regentschaft von Herzogin Anna Amalia wurde er Jagdjunker, 1776 von Carl August zum Kammerherrn ernannt. Er war aber ein tüchtiger Jäger und Forstmann, der schließlich zum Oberforstmeister aufstieg. Goethe meinte, dass Wedel sein Geschäft verstünde und dass er dieses mit geradem Sinn und großer Billigkeit versähe. Im Jahr 1789 wurde Wedel in das geheime Kammerkollegium berufen. Er vertrat Goethe in dessen Funktion als Vorsitzender der Ilmenauer Bergbaukommission. Im Jahr 1779 begleitete er Goethe und Carl August auf eine Reise in die Schweiz. Schon 1793 begannen sich ernste Anzeichen einer schweren Erkrankung während eines Feldlagers bei Pirmasens zu zeigen. Er sollte schon bald sterben.
Seit 1777 wohnte er mit seiner Familie in dem Haus, welches als das Haus der Frau von Stein in die Geschichte eingehen sollte. Überhaupt war er oft zu Gast bei der Familie der Charlotte von Stein wie deren Sohn Gottlob Carl Wilhelm Friedrich von Stein (1765–1837) nach Goethes Tod sich erinnert. In seinen Erinnerungen heißt es: ---Zu jener Zeit kam der Herzog und sein Bruder, so auch ein Major von Knebel (der Gouverneur und Gesellschafter des Prinzen Constantin), dann ein Herr von Wedel und Herr von Einsiedel. oft in meiner Elten Haus und auch nach meines Vaters Gut Groß-Kochberg. Goethe hielt sich viel zu dieser Gesellschaft, und da der junge Herzog etwas burschikos lebte, auch einmal vom Pferde stürzte, so gab es viele, welche den Einfluß des jungen Goethe auf den jungen Herzog für sehr nachteilig hielten.
Kinderlos verheiratet war Wedel seit 1782 mit Johanna Marianne von Wöllwarth-Essingen (1750–1815).
Literarische Neigungen, die ihn zum Abfassen forstwissenschaftlicher Literatur geführt hätten, hatte Wedel allem Anschein nach nicht. Der Oberforstmeister Wedel hatte wohl auch Schüler in seinem Fach. Wolfgang Huschke bezeichnet den Oberforstmeister Friedrich August von Fritsch (1768–1845) als Schüler von Wedel. Fritsch wurde 1794 Wedels Nachfolger als Oberforstmeister.